# Vaivari
Vaivari es un barrio de la ciudad de Jūrmala, Letonia.

## Superficie
Posee una superficie de 3,4 kilómetros cuadrados (340 hectáreas).

## Población
Hasta 2008 presentaba una población de 697 habitantes, con una densidad de población de 205,0 habitantes por kilómetro cuadrado.